# Nebikon
Nebikon est une commune suisse du canton de Lucerne, située dans l'arrondissement électoral de Willisau.

Vue aérienne (1957)

## Transport
- Sur la ligne ferroviaire Lucerne - Olten, à 21 km d’Olten et à 36 km de Lucerne
- Autoroute A2, sortie 19 (Dagmersellen)

## Curiosités
- Chapelle dédiée à Saint-Antoine l’Ermite